# Trasformazione binomiale
In matematica, la trasformazione binomiale è una trasformazione di una successione tramite differenze finite. Le trasformazioni binomiali sono strettamente legate alla somma di Eulero.

## Descrizione
La trasformazione binomiale di una successione {\displaystyle \{a_{k}\}} è la successione {\displaystyle \{s_{n}\}} definita come:
{\displaystyle s_{n}=\sum _{k=0}^{n}(-1)^{k}{n \choose k}a_{k}}
Formalmente si può scrivere {\displaystyle (Ta)_{n}=s_{n}}, dove {\displaystyle T} è un operatore definito su un opportuno spazio di successioni con matrice infinita {\displaystyle \{T_{nk}\}}:
{\displaystyle s_{n}=(Ta)_{n}=\sum _{k=0}^{\infty }T_{nk}a_{k}}
La trasformazione è un'involuzione, vale a dire:
{\displaystyle TT=1}
o equivalentemente:
{\displaystyle \sum _{k=0}^{\infty }T_{nk}T_{km}=\delta _{nm}}
dove {\displaystyle \delta } è il delta di Kronecker. La successione originale si ritrova dunque tramite la stessa formula:
{\displaystyle a_{n}=\sum _{k=0}^{n}(-1)^{k}{n \choose k}s_{k}}
I primi termini della successione trasformata sono i seguenti:
{\displaystyle s_{0}=a_{0}}
{\displaystyle s_{1}=-(\triangle a)_{0}=-a_{1}+a_{0}}
{\displaystyle s_{2}=(\triangle ^{2}a)_{0}=-(-a_{2}+a_{1})+(-a_{1}+a_{0})=a_{2}-2a_{1}+a_{0}}
{\displaystyle \dots }
{\displaystyle s_{n}=(-1)^{n}(\triangle ^{n}a)_{0}}
dove {\displaystyle \Delta } è l'operatore di differenza finita in avanti. Alcuni studiosi definiscono la trasformazione binomiale con un altro segno:
{\displaystyle t_{n}=\sum _{k=0}^{n}(-1)^{n-k}{n \choose k}a_{k}}
In questo modo essa non è più involutoria; la sua inversa invece è:
{\displaystyle a_{n}=\sum _{k=0}^{n}{n \choose k}t_{k}}

## Operatore di Shift
La trasformazione binomiale è l'operatore di shift per i numeri di Bell:
{\displaystyle B_{n+1}=\sum _{k=0}^{n}{n \choose k}B_{k}}
dove {\displaystyle B_{n}} sono i numeri di Bell.

## Funzione generatrice
La trasformazione connette funzioni generatrici associate alla serie. Per la funzione generatrice ordinaria, sia:
{\displaystyle f(x)=\sum _{n=0}^{\infty }a_{n}x^{n}}
e:
{\displaystyle g(x)=\sum _{n=0}^{\infty }s_{n}x^{n}}
allora:
{\displaystyle g(x)=(Tf)(x)={\frac {1}{1-x}}f\left({\frac {x}{x-1}}\right)}

## Generalizzazione
Si può definire un'altra trasformazione ponendo:
{\displaystyle u_{n}=\sum _{k=0}^{n}{n \choose k}a^{k}(-c)^{n-k}b_{k}}
che fornisce:
{\displaystyle U(x)={\frac {1}{cx+1}}B\left({\frac {ax}{cx+1}}\right)}
dove {\displaystyle U} e {\displaystyle B} sono le ordinarie funzioni generatrici associate alle serie {\displaystyle \{u_{n}\}} e {\displaystyle \{b_{n}\}} rispettivamente. Nel caso in cui la trasformazione binomiale sia definita come:
{\displaystyle \sum _{i=0}^{n}(-1)^{n-i}{\binom {n}{i}}a_{i}=b_{n}}
Si ponga questa somma uguale alla funzione {\displaystyle {\mathfrak {J}}(a)_{n}=b_{n}}. Considerando una nuova tabella delle differenze all'indietro, se si prendono i primi elementi di ogni riga per formare una nuova successione {\displaystyle \{b_{n}\}} allora la trasformazione binomiale seconda della successione originale è:
{\displaystyle {\mathfrak {J}}^{2}(a)_{n}=\sum _{i=0}^{n}(-2)^{n-i}{\binom {n}{i}}a_{i}}
Ripetendo questo procedimento k volte segue che:
{\displaystyle {\mathfrak {J}}^{k}(a)_{n}=b_{n}=\sum _{i=0}^{n}(-k)^{n-i}{\binom {n}{i}}a_{i}}
il cui inverso è:
{\displaystyle {\mathfrak {J}}^{-k}(b)_{n}=a_{n}=\sum _{i=0}^{n}k^{n-i}{\binom {n}{i}}b_{i}}
Si può generalizzare ciò come:
{\displaystyle {\mathfrak {J}}^{k}(a)_{n}=b_{n}=(\mathbf {E} -k)^{n}a_{0}}
dove {\displaystyle \mathbf {E} } è l'operatore di shift. Il suo inverso è:
{\displaystyle {\mathfrak {J}}^{-k}(b)_{n}=a_{n}=(\mathbf {E} +k)^{n}b_{0}}